# Islamic Republic of Iran Broadcasting
Die Islamic Republic of Iran Broadcasting (englisch; kurz IRIB; persisch سازمان صدا و سیمای جمهوری اسلامی ایران, DMG Sāzmān-i Ṣadā wa Sīmā-i Ǧumhūrī-i Islāmī-i Īrān), deutsch Rundfunk der Islamischen Republik Iran; (englisch auch Jaam-e-Jam TV Network) ist die staatliche Rundfunkgesellschaft der Islamischen Republik Iran mit Sitz in Teheran. In seinem deutschen Hörfunkprogramm bezeichnet sich der Sender als „Stimme der Islamischen Republik Iran“. IRIB unterliegt der staatlichen Zensur; ihr Leiter wird nach den Artikeln 110, 175 der iranischen Verfassung vom „Obersten Religionsführer“ Ali Chamenei ernannt. Weitere Rechtsgrundlage bildet ein Gesetz von 1980.
IRIB wird von Wissenschaftlern und Journalisten als Propagandainstrument der iranischen Regierung eingeordnet. Die Berichterstattung ist von einer amerikafeindlichen und antizionistisch bis antisemitischen Sichtweise geprägt. Im Dezember 2022 verhängte die EU Sanktionen gegen IRIB.

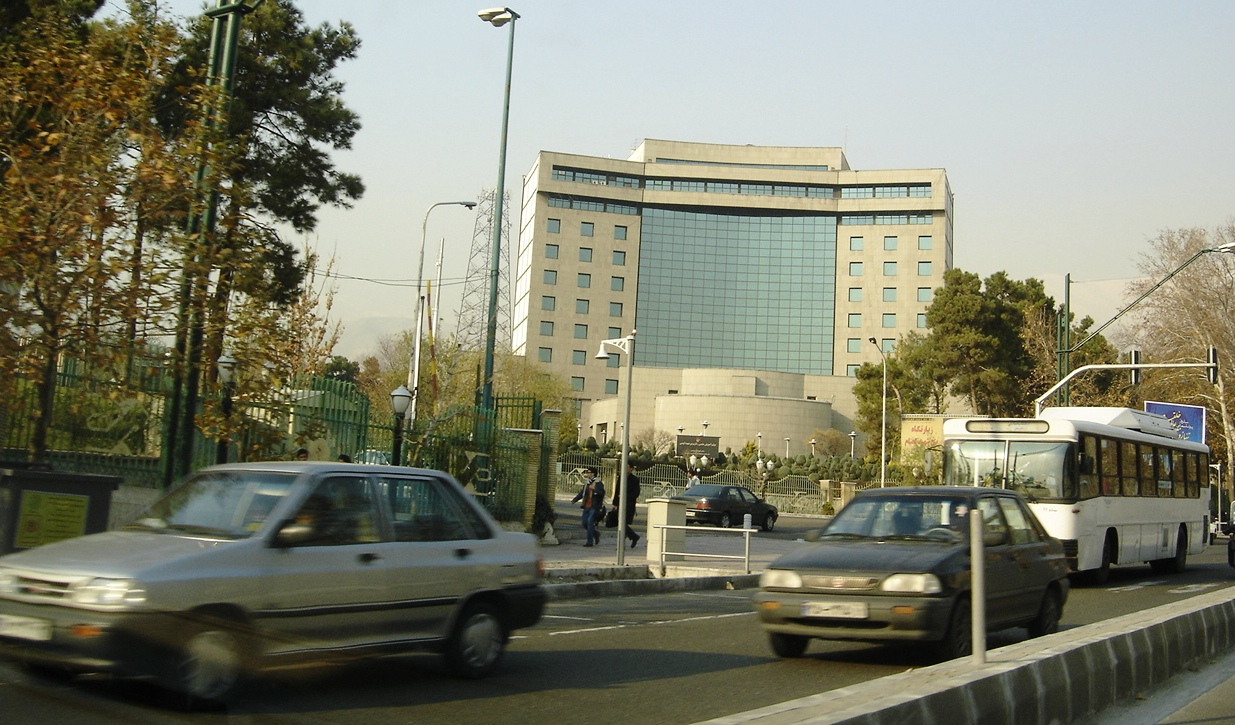
Das Osttor des IRIB-Gebäudes in Teheran

## Programm und Einordnung
Die IRIB betreibt in der Islamischen Republik Iran mehrere Hörfunk- und Fernsehsender. Im Bereich des Auslandsfernsehens betreibt die Rundfunkgesellschaft vier fremdsprachliche Kanäle: Das arabische Al-Alam (Fernsehsender) (seit 2003), das englischsprachige Press TV (seit 2007), das spanischsprachige Hispan TV (seit 2012) sowie den auf Englisch und Arabisch sendenden Kanal iFilm, der iranische Spielfilme zeigt. In Europa konnten IRIB-Programme zum Beispiel über den Satelliten Hot Bird 3 empfangen werden, darunter auch die Auslands-Fernsehsender IRIB 1 und IRIB 2 sowie Press TV. 2005 untersagte die staatliche französische Medienanstalt der Hotbird-Gruppe die Ausstrahlung des IRIB untergeordneten Sahar TV aufgrund einer antisemitischen Filmreihe. Im Juli 2013 verbannten mehrere Satellitenbetreiber die Sender wegen ihrer Funktion als staatliche Propagandasender von den westlichen Satelliten.
IRIB sendet weltweit in mehreren Sprachen ein Auslands-Radioprogramm. Zu den Sprachen gehören derzeit Russisch, Arabisch, Hebräisch, Englisch, Französisch, Deutsch, Türkisch, Chinesisch, Kurdisch, Italienisch, Japanisch und Indonesisch. Daneben gibt es im Internet in verschiedenen Sprachen Nachrichten von IRIB sowie Audio- und Video-Live-Streams. Seit dem 19. März 2024 werden im deutschsprachigen Hörfunkprogramm keine Nachrichten mehr gesendet.
Der englische Bereich von IRIB begann im Jahre 1956 mit dem Ziel, verschiedene Länder weltweit mit der Geschichte und der Kultur des Iran vertraut zu machen. Dazu gehörten auch die unterschiedlichen Regionen des Iran und historische Stätten.

## Funktion seit der Islamischen Revolution
Mit der Islamischen Revolution im Jahre 1979 im Iran wurde IRIB direkt dem Religionsführer unterstellt und hat laut Statuten die Aufgabe, im Sinne des „Schutzes und der Fortsetzung der Revolution“ die „Feinde der islamischen Revolution zu bekämpfen“. Entsprechend führt IRIB regelmäßig Gefangene der Islamischen Republik Iran nach durch Folter erreichten Geständnissen vor und betreibt Propaganda für Terrororganisationen des Nahen Ostens. Die Berichterstattung ist mit antiwestlichen und antiamerikanischen sowie israelfeindlichen bis antisemitischen Kommentaren durchzogen. Beispielsweise wird in verschiedenen Programmen regelmäßig der Holocaust geleugnet und relativiert.
Unter den deutschsprachigen Interviewpartnern von IRIB finden sich unter anderem Willy Wimmer, Christoph Hörstel, Gerhard Wisnewski, Felicia Langer, Andreas von Bülow, Peter Scholl-Latour, Udo Steinbach, Götz Neuneck, Shraga Elam, Sabine Schiffer und Elias Davidsson.
Als Folge der staatlichen Kontrolle wird die Stimme der iranischen Opposition kaum präsentiert. Anlässlich einer Einladung von ARD und ZDF an den damaligen IRIB-Chef Ezzatollah Zarghami kritisierte der iranische Exilpolitiker Mehran Barati 2010, dass IRIB kein konservatives Fernsehen, sondern eines der Geheimdienstes und des Zwangsapparats sei. Zarghami selbst soll verschiedenen Oppositionsgruppen zufolge an der Geiselnahme von Teheran 1979 beteiligt gewesen sein. Auch Reporter ohne Grenzen kritisierte den Empfang des wichtigsten Repräsentanten des iranischen staatlichen Rundfunks: „Der staatliche Rundfunk ist ein Instrument der Propaganda, Manipulation und Repression ersten Ranges. Nach einem Jahr massiver Zensur und Verfolgung im Iran geht von dem Treffen ein falsches Signal an die Opfer staatlicher Repression aus.“

## Sanktionen der EU
Im Dezember 2022 verhängte die Europäische Union Sanktionen gegen IRIB. Im Berliner Radio Eins heißt es im Untertitel zu einem Beitrag „Der iranische Rundfunk IRIB steht erneut, wie es bereits von 2012 bis 2014 der Fall war, auf der Sanktionsliste der Europäischen Union. Das hat eine altbekannte und eine neue Folge.“ Auch im Münchner Merkur heißt es im Artikel mit der Überschrift „EU-Staaten verhängen neue Iran-Sanktionen“: In der vorherigen Sanktionsrunde hatte die EU im Dezember 20 Personen sowie die staatliche Rundfunkgesellschaft IRIB ins Visier genommen. Letzterer wirft die EU vor, aktiv an der Organisation und Ausstrahlung von durch Einschüchterung und schwere Gewalt erzwungenen „Geständnissen“ von Regimekritikern beteiligt zu sein...

## Israelische Attacke auf IRIB Studio

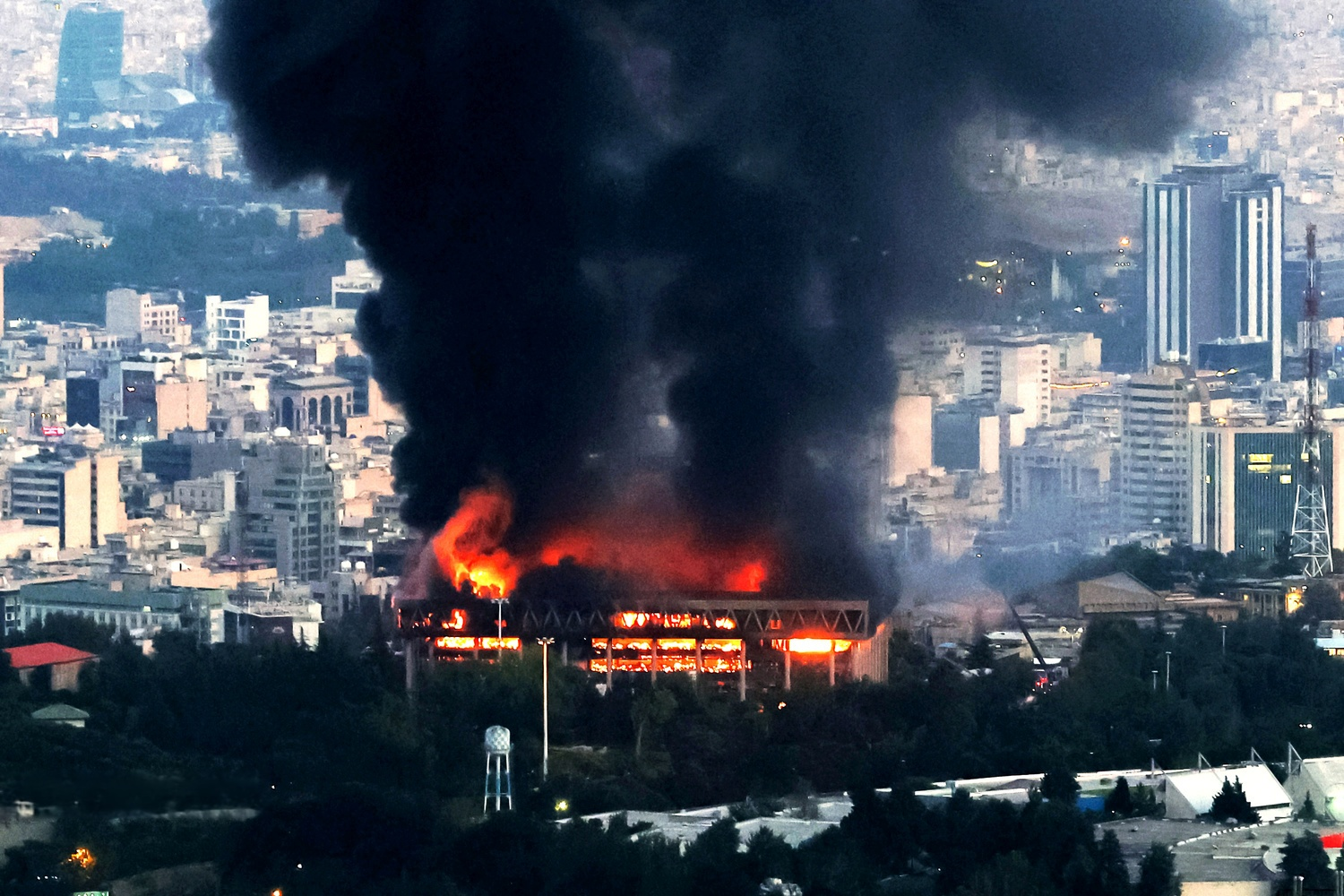
Der brennende Hauptsitz nach den israelischen Luftangriffen

Am 16. Juni 2025 wurde durch einen israelischen Luftschlag im Israelisch-iranischen Krieg der Hauptsitz der IRIB in Teheran angegriffen. Der Angriff erfolgte während einer Livesendung und tötete mindestens zwei IRIB-Mitarbeiter, darunter den Chefredakteur. Die Internationale Journalisten-Föderation verurteilte den Angriff.

## Leiter des IRIB
Der Leiter des IRIB wird direkt vom iranischen Revolutionsführer für einen Zeitraum von 5 Jahren ernannt.
- 1984–1994: Mohammad Haschemi, jüngerer Bruder von Akbar Hāschemi Rafsandschāni
- 1994–2004: Ali Laridschani
- 2004–2014: Ezzatollah Zarghami
- 2014–2016 Mohammad Sarafraz
- 2016–2021 Abdulali Ali-Asgari
- seit 2021 Peyman Jebelli